# Kristian Kohlmannslehner

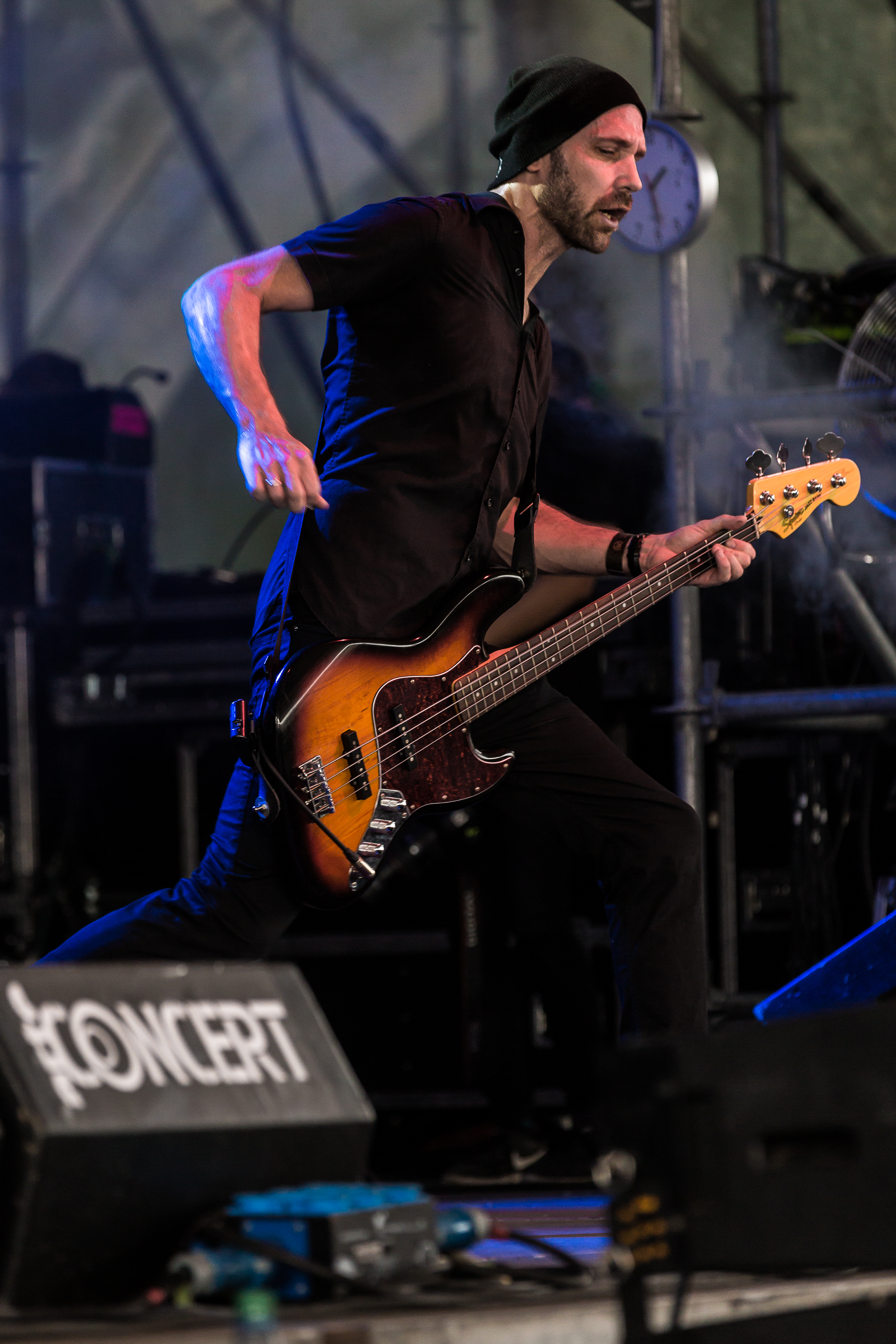
Christian Kohlmannslehner bei einem Auftritt der Gruppe 8kids auf dem With Full Force, 2018.

Kristian Kohlmannslehner (* 16. Februar 1978 in Darmstadt, eigentlich Christian Kohlmannslehner, Pseudonym „Kohle“, bürgerlicher Name Kristian Bonifer geb. Kohlmannslehner) ist ein deutsch-schwedischer Musiker, Komponist und Musikproduzent.

## Leben
Er produziert seit 1999 in seinem Kohlekeller-Studio überwiegend Metal-, Hardcore-Punk- und Rockproduktionen. Kohlmannslehner hat als Musikproduzent und Toningenieur mit Bands wie Lacrimas Profundere, Sieges Even, Hämatom, Crematory, Powerwolf, Eskimo Callboy, Subsignal und Aborted diverse deutsche und europäische Chartplatzierungen (z. B. Crematory: 2006 mit Klagebilder auf Platz 66, 2008 mit Pray auf Platz 64, 2004 mit Revolution auf Platz 47, Powerwolf: 2011 mit Blood of the Saints auf Platz 23, Eskimo Callboy: 2014 mit We Are The Mess auf Platz 8) zu verzeichnen.
Sein größter Erfolg war 2013 die Platzierung des Powerwolf-Albums Preachers of the Night auf Nummer 1 der deutschen Album-Charts. Das Album erreichte außerdem Chartplatzierungen in der Schweiz, Österreich, Schweden und Finnland. Außerdem das Album Revolter der Band Dymytry, das in der Tschechischen Republik Platinstatus erreichte.
Als Musiker gründete Kohlmannslehner 2009 sein Soloprojekt Another Perfect Day, bei dem er bis auf das Schlagzeug alle Instrumente selbst einspielte. Das Debüt The Gothenburg Post Scriptum (2010) und die nachfolgende EP Four Songs for the Left Behind (2012) wurden von Supreme Chaos Records veröffentlicht. Bei der Musik von Another Perfect Day handelt es sich um komplexen, progressiven Metal.
Im Januar 2019 wurde Kohlmannslehner als erster deutscher Musikproduzent im Rahmen seiner Produktion von Aborteds Terrorvision zu Nail the Mix eingeladen, der größten amerikanischen Onlineaudioschule rund um die URM Academy, welche von Musikproduzent Joey Sturgis gegründet wurde.
Die amerikanische Softwarefirma Drumforge veröffentlichte im Sommer 2019 mit Drumshotz Kohle seine erste Kollektion von Drumsamples.
In Zusammenarbeit mit dem Gitarrenpedalhersteller Klirrton veröffentlichte er 2019 ein Verzerrerpedal namens Grindstein, welches den Sound des 90er Jahre Death Metal in moderner Form nachbildet.
Kohlmannslehner fungiert für einige der Interpreten zusätzlich als unterstützender Komponist. So geschehen in der Zusammenarbeit mit Hämatom, GWLT, Gloomball, Lacrimas Profundere, Schattenmann und 8Kids.
Kohlmannslehner betreibt seit 2020 außerdem einen YouTube-Kanal. Die hauptsächlichen Themen sind Rock und Metal Musikproduktion sowie die Gitarrenklänge dieser Genres.

## Werke und Produktionen (Auswahl)
Unter Kohlmannslehners Leitung nahmen diverse Bands der deutschen und internationalen Metal-Szene ihre Alben auf.
| VÖ-Jahr | Band                  | Album                                     | Prozess                                                                    |
| ------- | --------------------- | ----------------------------------------- | -------------------------------------------------------------------------- |
| 1999    | Century               | The Secret Inside                         | Gitarre, Backing Vocals                                                    |
| 2001    | Century               | Melancholia                               | Gitarre, Backing Vocals                                                    |
| 2001    | Agathodaimon          | Chapter III                               | Backing Vocals, Aufnahmen, Produktion                                      |
| 2002    | Disillusion           | The Porter                                | Aufnahmen                                                                  |
| 2002    | Ad Inferna            | L'empire des Sens                         | Mastering                                                                  |
| 2003    | Benighted             | Insane Cephalic Production                | Aufnahmen, Produktion, Abmischung                                          |
| 2003    | Under Siege           | After The Flood                           | Aufnahmen, Abmischung                                                      |
| 2004    | Crematory             | Revolution                                | Aufnahmen, Arrangements, Produktion                                        |
| 2004    | Agathodaimon          | Serpent's Embrace                         | Aufnahmen, Produktion, Abmischung                                          |
| 2005    | Six Reasons to Kill   | Reborn                                    | Aufnahmen, Produktion, Abmischung                                          |
| 2006    | A Traitor Like Judas  | Nightmare Inc.                            | Aufnahmen, Abmischung                                                      |
| 2006    | Benighted             | Identisick                                | Akustikgitarre, Aufnahmen, Produktion, Abmischung                          |
| 2006    | Today Forever         | The New Pathetic                          | Aufnahmen, Produktion, Abmischung                                          |
| 2006    | Asaru                 | Dead eyes still see                       | Aufnahmen, Abmischung                                                      |
| 2006    | Crematory             | Klagebilder                               | Aufnahmen, Arrangements, Produktion, Abmischung                            |
| 2006    | Sinew                 | The Beauty Of Contrast                    | Aufnahmen, Produktion, Abmischung                                          |
| 2007    | Benighted             | Icon                                      | Aufnahmen, Produktion, Abmischung                                          |
| 2007    | Abandoned             | Thrash You                                | Aufnahmen, Abmischung                                                      |
| 2007    | Sieges Even           | Paramount                                 | Keyboards, Aufnahmen, Arrangements, Produktion, Abmischung                 |
| 2007    | The Blackout Argument | Decisions                                 | Abmischung                                                                 |
| 2008    | The Burning           | Reawakening                               | Aufnahme, Abmischung                                                       |
| 2008    | Flowing Tears         | Thy Kingdom Gone                          | Aufnahmen, Abmischung                                                      |
| 2008    | Six Reasons to Kill   | Another Horizon                           | Aufnahmen, Arrangements, Produktion, Abmischung                            |
| 2008    | Crematory             | Pray                                      | Aufnahmen, Arrangements, Produktion, Abmischung                            |
| 2008    | Outrage               | Contaminated                              | Aufnahmen, Arrangements, Produktion, Abmischung                            |
| 2009    | Subsignal             | Beautiful & Monstrous                     | Aufnahmen, Arrangements, Produktion, Abmischung                            |
| 2009    | Powerwolf             | Bible of the Beast                        | Aufnahmen                                                                  |
| 2009    | Nova Art              | Follow Yourself                           | Aufnahmen, Abmischung                                                      |
| 2009    | Agathodaimon          | Phoenix                                   | Aufnahmen, Produktion, Abmischung                                          |
| 2010    | Crematory             | Infinity                                  | Aufnahmen, Arrangements, Produktion, Abmischung                            |
| 2010    | Burden                | A Hole in the Shell                       | Aufnahmen, Abmischung                                                      |
| 2010    | Today Forever         | Relationshipwrecks                        | Aufnahmen, Produktion, Abmischung                                          |
| 2010    | My City Burning       | Lone Wolves                               | Aufnahmen, Abmischung                                                      |
| 2010    | Heljareyga            | Heljareyga                                | Aufnahmen, Produktion, Abmischung                                          |
| 2010    | Another Perfect Day   | The Gothenburg Post Scriptum              | Komposition, Gitarre, Gesang, Aufnahmen, Produktion, Abmischung            |
| 2010    | A Traitor Like Judas  | Endtimes                                  | Aufnahmen, Produktion, Abmischung                                          |
| 2010    | Solar Fragment        | In Our Hands                              | Aufnahmen, Re-Amping, Produktion, Abmischung                               |
| 2011    | Heavenwood            | Abyss Masterpiece                         | Abmischung                                                                 |
| 2011    | Benighted             | Asylum Cave                               | Backing Vocals, Aufnahmen, Produktion, Abmischung                          |
| 2011    | Powerwolf             | Blood of the Saints                       | Aufnahmen                                                                  |
| 2011    | Subsignal             | Touchstones                               | Aufnahmen, Abmischung                                                      |
| 2011    | Asaru                 | From the chasms of oblivion               | Aufnahmen, Abmischung                                                      |
| 2011    | A Traitor Like Judas  | Lifetimes                                 | Aufnahmen, Produktion, Abmischung                                          |
| 2011    | Six Reasons To Kill   | Architects of Perfection                  | Aufnahmen, Produktion, Abmischung                                          |
| 2012    | All Will Know         | contact.                                  | Aufnahmen, Produktion, Abmischung                                          |
| 2012    | I Smash the Panda     | Life Is Worth Living                      | Aufnahmen, Produktion, Abmischung                                          |
| 2012    | Ava Inferi            | tba                                       | Abmischung                                                                 |
| 2012    | The Prophecy 23       | Green Machine Laser Beam                  | Aufnahmen, Abmischung                                                      |
| 2012    | I Spit Ashes          | Inhaling Blackness, Reflecting Light      | Aufnahmen, Abmischung                                                      |
| 2012    | All for Nothing       | To Live and Die for                       | Aufnahmen, Abmischung                                                      |
| 2012    | Orphan Hate           | Attitude & Consequences                   | Aufnahmen, Abmischung                                                      |
| 2012    | Another Perfect Day   | Four Songs for the Left Behind            | Komposition, Gitarre, Gesang, Aufnahmen, Produktion, Abmischung            |
| 2012    | Cytotoxin             | Radiophobia                               | Aufnahmen, Abmischung                                                      |
| 2013    | Six Reasons to Kill   | We are Ghosts                             | Backing Vocals, Aufnahmen, Arrangements, Produktion, Abmischung            |
| 2013    | Beissert              | Darkness, Devil, Death                    | Bassgitarre, Aufnahmen, Produktion, Abmischung                             |
| 2013    | DeadSystem            | As I Fade                                 | Aufnahmen, Mixing, Mastering                                               |
| 2013    | Powerwolf             | Preachers of the Night                    | Aufnahmen                                                                  |
| 2013    | Thoughts Factory      | LOST                                      | Aufnahmen, Abmischung                                                      |
| 2013    | Agathodaimon          | In Darkness                               | Keyboards, Backing Vocals, Aufnahmen, Produktion, Arrangements, Abmischung |
| 2013    | A Traitor Like Judas  | Guerilla Heart                            | Keyboards, Guitars, Aufnahmen, Produktion, Arrangements, Abmischung        |
| 2013    | Powerwolf             | The Rock Hard Sacrament                   | Abmischung, Mastering                                                      |
| 2013    | Eskimo Callboy        | We Are The Mess                           | Aufnahmen, Mastering                                                       |
| 2013    | Crematory             | Antiserum                                 | Komposition, Aufnahmen, Abmischung, Produktion                             |
| 2014    | Benighted             | Carnivore Sublime                         | Aufnahmen, Abmischung, Produktion, Mastering                               |
| 2014    | All For Nothing       | What Lies Within Us                       | Aufnahmen, Abmischung, Produktion, Mastering                               |
| 2014    | Unherz                | Sturm und Drang                           | Komposition, Aufnahmen, Abmischung, Produktion, Mastering                  |
| 2014    | The Prophecy 23       | Untrue like a Boss                        | Aufnahmen, Abmischung, Produktion, Mastering                               |
| 2014    | Bury My Regrets       | Embrace/Overcome                          | Aufnahmen, Abmischung, Produktion, Mastering                               |
| 2014    | Hämatom               | X                                         | Komposition, Aufnahmen, Abmischung, Co-Produktion, Mastering               |
| 2015    | Masters of Disguise   | The Savage and the Grace                  | Aufnahmen, Abmischung                                                      |
| 2015    | Gloomball             | The Quiet Monster                         | Komposition, Aufnahmen, Abmischung, Produktion                             |
| 2015    | Powerwolf             | Blessed and Possessed                     | Aufnahme, teilweise Abmischung                                             |
| 2015    | Joachim Witt          | Ich (Bonus Songs)                         | Abmischung, Mastering                                                      |
| 2015    | Joachim Witt          | Wir                                       | Abmischung, Mastering                                                      |
| 2015    | Aborted               | Termination Redux                         | Aufnahmen, Abmischung, Mastering                                           |
| 2016    | GWLT                  | Stein & Eisen                             | Komposition, Aufnahmen, Produktion, Abmischung, Mastering                  |
| 2016    | Hämatom               | Wir sind Gott                             | Komposition, Produktion, Aufnahmen, Abmischung, Mastering                  |
| 2016    | Crematory             | Monument                                  | Produktion, Aufnahmen, Abmischung, Mastering                               |
| 2016    | Aborted               | Retrogore                                 | Produktion, Aufnahmen, Abmischung, Mastering                               |
| 2016    | 8kids                 | Dämonen                                   | Komposition, Bass, Keyboards, Produktion, Aufnahmen, Abmischung, Mastering |
| 2016    | Lacrimas Profundere   | Hope is here                              | Abmischung, Mastering                                                      |
| 2016    | Powerwolf             | The Metal Mass – Live                     | Abmischung, Mastering                                                      |
| 2017    | No Turning Back       | No time to waste                          | Produktion, Aufnahmen, Abmischung, Mastering                               |
| 2017    | Benighted             | Necrobreed                                | Produktion, Aufnahmen, Abmischung, Mastering                               |
| 2017    | 8kids                 | Denen, die wir waren                      | Komposition, Bass, Keyboards, Produktion, Aufnahmen, Abmischung, Mastering |
| 2017    | Blood                 | Inferno                                   | Aufnahmen, Abmischung, Mastering                                           |
| 2017    | Aborted               | Bathos                                    | Produktion, Aufnahmen, Abmischung, Mastering                               |
| 2017    | Cytotoxin             | Gammageddon                               | Produktion, Aufnahmen, Abmischung, Mastering                               |
| 2018    | Hämatom               | Live in Wacken Bonus DVD                  | Abmischung, Mastering                                                      |
| 2018    | Of Colours            | Entelechy                                 | Produktion, Aufnahmen, Abmischung, Mastering                               |
| 2018    | Crematory             | Oblivion                                  | Produktion, Aufnahmen, Abmischung, Mastering                               |
| 2018    | Benighted             | Dogs always bite harder than their master | Produktion, Aufnahmen, Abmischung, Mastering                               |
| 2018    | Carnal Decay          | When push comes to shove                  | Produktion, Aufnahmen, Abmischung, Mastering                               |
| 2018    | Aborted               | Terrorvision                              | Produktion, Aufnahmen, Abmischung, Mastering                               |
| 2018    | Dymytry               | Beast from the east                       | Produktion, Abmischung, Mastering                                          |
| 2019    | The Alligator Wine    | The flying carousel                       | Produktion, Aufnahmen, Abmischung, Mastering                               |
| 2019    | Lacrimas Profundere   | Bleeding the stars                        | Komposition, Produktion, Aufnahmen, Abmischung                             |
| 2019    | Dymytry               | Revolter                                  | Komposition, Produktion, Aufnahmen, Abmischung                             |
| 2019    | Omophagia             | 646965                                    | Produktion, Aufnahmen, Abmischung                                          |
| 2019    | 8Kids                 | Bluten                                    | Komposition, Produktion, Aufnahmen, Abmischung, Mastering                  |
| 2019    | No Turning Back       | Destroy                                   | Produktion, Aufnahmen, Abmischung, Mastering                               |
| 2020    | A Life Divided        | Echoes                                    | Mastering                                                                  |
| 2020    | Dymytry               | Revolter                                  | Komposition, Produktion, Aufnahmen, Abmischung                             |
| 2018    | Benighted             | Obscene Repressed                         | Produktion, Aufnahmen, Abmischung, Mastering                               |
| 2020    | The Alligator Wine    | Demons of the mind                        | Komposition, Produktion, Aufnahmen, Abmischung, Mastering                  |
| 2020    | Aborted               | Gloom and the art of tribulation          | Abmischung, Mastering                                                      |
| 2020    | Hämatom               | FCK CRN                                   | Komposition, Produktion, Aufnahmen, Abmischung, Mastering                  |
| 2021    | Van Canto             | The Power of Eight                        | Aufnahmen                                                                  |

## Auszeichnungen
- Nominierung Best Metal Production bei den Danish Metal Awards 2009[21] unter dem Namen „Kristian Kohle Bonifer“.